# Biserica Nașterea Maicii Domnului din Zărnești
Biserica Nașterea Maicii Domnului din Zărnești este un monument istoric aflat pe teritoriul orașului Zărnești. În Repertoriul Arheologic Național, monumentul apare cu codul 40508.03.